# Vera (utwór Pink Floyd)
Vera – utwór muzyczny brytyjskiego zespołu rockowego Pink Floyd. Pochodzi z wydanej w 1979 roku rock opery/concept albumu The Wall.

## Tekst
Tytuł odnosi się do Very Lynn, brytyjskiej wokalistki z czasów II wojny światowej i jej popularnej wówczas piosenki „We'll Meet Again”. Nawiązanie do utworu niosącego nadzieję pozostającym w domach rodzinom żołnierzy jest świadomie ironicznym zabiegiem, ponieważ zarówno autor Roger Waters, jak i wykreowany przez niego na płycie bohater (gwiazdor rockowy Pink) mieli już nigdy nie spotkać swych wyruszających na wojnę ojców.
Efekty dźwiękowe słyszalne w tle oraz wypowiedź otwierająca utwór („Where the hell are you, Simon?”) pochodzą z filmu Bitwa o Anglię (1969).

## Wersja filmowa
Sekwencje obrazujące ten utwór w filmie Alana Parkera The Wall otwiera fragment ukazujący Verę Lynn wykonującą piosenkę „The Little Boy that Santa Claus Forgot”.

## Wersje koncertowe
Na płycie koncertowej The Wall Live pierwszy utwór rozpoczyna się nie od fragmentu Outside the Wall – jak jest w oryginale – a od piosenki Very „We’ll Meet Again”. Utwór był przedstawiany na trasie Rogera Watersa The Dark Side of the Moon Live (2006–2007).

## Wersje innych wykonawców
- 2002 – Leslie King przedstawił swoją wersję tego utworu na albumie nagranym przez różnych artystów w hołdzie zespołowi Pink Floyd – Echoes of Pink[3]
- 2009 – amerykański muzyk jazzowy Curtis Stigers, nagrał cover „Vera” zamieszczając go razem z utworem „We’ll Meet Again” Lynn, jako wiązankę piosenek na albumie Lost in Dreams[4].

## Twórcy
Źródło
- Roger Waters – śpiew, gitara akustyczna,
- David Gilmour – gitara akustyczna, bas elektryczny
- Rick Wright – syntezator Prophet 5
- New York Symphony Orchestra